# The Siege at Ruby Ridge

The Siege at Ruby Ridge est un téléfilm dramatique réalisé par Roger Young et écrit par Lionel Chetwynd, diffusé en 1996.

## Liminaire
Il est fondé sur le livre Every Knee Shall Bow écrit par le journaliste Jess Walter.
Initialement diffusé comme mini-série en 2 parties sur CBS Ruby Ridge: An American Tragedy les 19 et 21 mai 1996, il est finalement édité pour devenir le film The Siege at Ruby Ridge.

## Synopsis
Son sujet est la confrontation entre la famille de Randy Weaver et le gouvernement fédéral des États-Unis en 1992. 

## Distribution
- Laura Dern : Vicki Weaver
- Randy Quaid : Randy Weaver
- Kirsten Dunst : Sara Weaver
- Darren E. Burrows : Kevin Harris
- G. W. Bailey : Ralph Coulter
- Bradley Pierce : Sammy Weaver
- August Schellenberg : l'Indien
- Diane Ladd : Irma Coulter
- Nicholas Pryor : Bert Yeager
- John Dennis Johnston : Tony Vickers
- Bob Gunton : Bo Gritz
- Joe Don Baker : Gerry Spence

## Récompenses
| Year | Group           | Award                                             | Nominee                 | Résultat   |
| ---- | --------------- | ------------------------------------------------- | ----------------------- | ---------- |
| 1996 | Satellite Award | Meilleur téléfilm                                 | The Siege at Ruby Ridge | Nomination |
| 1996 | Satellite Award | Meilleure actrice de téléfilm                     | Laura Dern              | Nomination |
| 1997 | YoungStar Award | Meilleure jeune actrice féminine dans un téléfilm | Kirsten Dunst           | Lauréat    |